# ونیسیو
شهر ونیسیو (به فرانسوی: Vénissieux) در شهرستان رون در ناحیه رون-آلپ با جمعیت ۵۷٬۱۷۹ نفر در کشور فرانسه واقع شده‌است